# Żabiniec (Namysłów)
Pour les articles homonymes, voir Żabiniec.
Żabiniec est une localité polonaise de la gmina de Pokój, située dans le powiat de Namysłów en voïvodie d'Opole.